# Komm nur, mein liebstes Vögelein
Komm nur, mein liebstes Vögelein... ist ein deutsch-italienischer Spielfilm von Rolf Thiele aus dem Jahr 1968 mit zahlreichen erotischen Szenen, die 2000 Jahre Sittengeschichte in Deutschland vermitteln wollen. In Italien lief er unter dem Titel Dio me l'ha data, guai a chi la tocca (Gott hat es mir geschenkt, wehe dem, der es anfasst). Das Drehbuch entstand nach dem Roman Und sie schämeten sich nicht von Joachim Fernau. Die Hauptrollen wurden mit zur damaligen Zeit weitgehend unbekannten Darstellern besetzt. In der Bundesrepublik wurde der Film am 20. Dezember 1968 uraufgeführt.

## Handlung
Präsentiert von Gerd Baltus zeigt der Film eine ebenso unterhaltsame wie freizügige Darstellung der Sittengeschichte des Sex im Laufe der Menschheitsgeschichte. Komm nur, mein liebstes Vögelein gibt vor, eine Abhandlung über die Entwicklung menschlicher Lüste im Laufe der Jahrhunderte zu sein. Die Darstellungen sexueller Verhaltensweisen in den einzelnen Zeitaltern sollen, so wird behauptet, wissenschaftlich belegt sein. Insgesamt werden zwölf Epochen sexualhistorisch abgehandelt.
Da tollt beispielsweise ein blondes Paar durchs germanische Unterholz. Die Liebesspiele unserer Vorväter, so erfährt man, waren zwar rau, aber herzlich und frei von jeder falschen Scham, bis die ersten christlichen Missionare neue sittliche Maßstäbe setzten. Seitdem – so wird insinuiert – haben die Menschen ein „gebrochenes Verhältnis“ zu ihren Trieben.
Es folgen sinnlich-romantische Szenen aus dem Zeitalter der Minne, Auszüge der sexuellen Gier im Mittelalter mit ihren Badespielchen, Einblicke in die sexualfeindliche Moral der Zeit der Hexenverfolgung sowie Szenen vom Sinnenrausch der Renaissance und dem von Frivolität und Lüsternheit bestimmten Rokoko.
Dann, so zeigen die folgenden Episoden, begann das 19. Jahrhundert mit seiner von Verklemmtheit bestimmten Sexualmoral, gefolgt von der Neuzeit, dem 20. Jahrhundert, mit der Pflichtsexualität zur Zeit des Faschismus und der anschließenden sexuellen Revolution –
Konsumsex und Sexualideologie inklusive.

## Produktionsnotizen
Mit diesem Film begann 1968 Thieles Phase mit Softsexfilmen, die erst mit seiner letzten Regiearbeit Rosemaries Tochter (1976) ihr Ende fand. Gedreht wurde Komm nur, mein liebstes Vögelein vom 27. August bis 21. November 1968. Die Außenaufnahmen entstanden bei München und Salzburg, die Innenaufnahmen in den Bavaria-Studios München. Bauten und Kostüme entwarf Maleen Pacha.
Sybil Danning gab hier ihr Filmdebüt; sie wie auch einige ihrer Nachwuchskolleginnen, darunter Barbara Capell und Christiane Rücker, zeigten sich in diesem Film barbusig.

## Kritik
„Rolf Thieles abermaliger Versuch, die Sexwelle zu nutzen. Diesmal glossiert er 2000 Jahre deutscher ‚Sittengeschichte‘. Derbe Albernheit beherrscht die meisten Episoden; Witz und Ironie werden auf peinliche Weise verfehlt.“

„Schon die Aufzählung der Sittenbilder langweilt und der Film tut es ebenso. Das ist vielleicht ein bißchen ungerecht, denn der Aufwand für dieses Lichtspiel ist beträchtlich und der Begleittext gar nicht unwitzig. Aber trotzdem ermüdet diese Aneinanderreihung von szenischem Prunk, hübschen Kostümen und leichten Frivolitäten den Zuschauer erstaunlich schnell.“